# Grégoire Lefebvre
Grégoire Lefebvre (Mont-Saint-Aignan, 13 maggio 1994) è un calciatore francese, centrocampista del Fleury 91.

## Caratteristiche tecniche
È un centrocampista centrale.

## Carriera
Cresciuto nelle giovanili dell'Auxerre, debutta in prima squadra il 13 dicembre 2013 nel match vinto 2-0 contro il Niort.
Nel 2016 viene acquistato dal Red Star.

## Statistiche

### Presenze e reti nei club
Statistiche aggiornate al 19 maggio 2017.
| Stagione        | Squadra         | Campionato      | Campionato | Campionato | Coppe nazionali | Coppe nazionali | Coppe nazionali | Coppe continentali | Coppe continentali | Coppe continentali | Altre coppe | Altre coppe | Altre coppe | Totale | Totale |
| Stagione        | Squadra         | Comp            | Pres       | Reti       | Comp            | Pres            | Reti            | Comp               | Pres               | Reti               | Comp        | Pres        | Reti        | Pres   | Reti   |
| --------------- | --------------- | --------------- | ---------- | ---------- | --------------- | --------------- | --------------- | ------------------ | ------------------ | ------------------ | ----------- | ----------- | ----------- | ------ | ------ |
| 2013-2014       | Auxerre         | L2              | 12         | 1          | CdF+CdL         | 3+1             | 0               | -                  | -                  | -                  | -           | -           | -           | 16     | 1      |
| 2014-2015       | Auxerre         | L2              | 18         | 0          | CdF+CdL         | 4+2             | 0               | -                  | -                  | -                  | -           | -           | -           | 24     | 0      |
| 2015-2016       | Auxerre         | L2              | 29         | 0          | CdF+CdL         | 0+2             | 0               | -                  | -                  | -                  | -           | -           | -           | 31     | 0      |
| Totale Auxerre  | Totale Auxerre  | Totale Auxerre  | 33         | 1          |                 | 4               | 0               |                    | -                  | -                  |             | -           | -           | 37     | 1      |
| 2016-2017       | Red Star        | L2              | 14         | 1          | CdF+CdL         | 0+1             | 0               | -                  | -                  | -                  | -           | -           | -           | 15     | 1      |
| Totale carriera | Totale carriera | Totale carriera | 113        | 1          |                 | 13              | 0               |                    | -                  | -                  |             | -           | -           | 126    | 1      |

## Palmarès

### Club

#### Competizioni nazionali
- Championnat National: 1

Red Star: 2017-2018